# Systeem van Keniaanse meren in de Grote Riftvallei
Het systeem van Keniaanse meren in de Grote Riftvallei is een groep van drie verbonden meren in het Keniaanse deel van de Grote Riftvallei. Het gebied werd gedurende de 35e sessie van de Commissie voor het Werelderfgoed op 24 juni 2011 toegevoegd aan de lijst van het werelderfgoed van de UNESCO.
In de slenk hebben zich het Bogoriameer, het Nakurumeer en het Elmenteitameer gevormd. Deze drie meren gelegen in de Bonde la Ufa provincie in Kenia, bepalen een gebied van 32.034 ha dat de habitat vormt van 13 globaal bedreigde vogelsoorten en een ongemeen hoge diversiteit in vogelpopulatie kent. Het is wereldwijd de belangrijkste trekplaats van kleine flamingo's en een belangrijke broedplaats van de roze pelikaan.
Abayameer · Abbemeer · Abijattameer · Afrerameer · Albertmeer · Assalmeer · Awasameer · Bamendjingmeer · Bangweulumeer · Baringomeer · Basakameer · Bittermeren · Cahora Bassa · Chamomeer · Delcommunemeer · Edwardmeer · Fitrimeer · Georgemeer · Guiersmeer · Hajkmeer · Kabambameer · Kabelemeer · Kabwemeer · Karibameer · Kisalemeer · Kitshomponshimeer · Kivumeer · Kokameer · Kyogameer · Lac Rose · Langanomeer · Mai-Ndombemeer · Manantalimeer · Malawimeer · Manyekemeer · Mofwelagune · Mwerumeer · Mweru-Wantipameer · Naivashameer · Nakurumeer · Nassermeer ·   Nyosmeer · Nzilomeer · Shalameer · Tanameer · Tanganyikameer · Tele-meer · Toshkameren · Tshangalelemeer · Tsjaadmeer · Tumbameer · Turkanameer · Upembameer · Victoriameer · Voltameer · Walilupemeer · Zimbambomeer · Ziwaymeer
Nationaal Park/natuurwoud Mount Kenya · Nationaal park van het Turkanameer · Oude stad Lamu · Heilige Kaya-wouden van Mijikenda · Systeem van Keniaanse meren in de Grote Riftvallei · Archeologische site Thimlich Ohinga · Historische stad en archeologische vindplaats Gedi